# فيليب ماهو
فيليب ماهو (بالفرنسية: Philippe Mahut)‏ (مواليد 4 مارس 1956) هو لاعب كرة قدم. يلعب مع منتخب فرنسا لكرة القدم. سبق له أن لعب في كأس العالم لكرة القدم مع منتخب بلاده.

## روابط خارجية
- فيليب ماهو على موقع الاتحاد الدولي (مؤرشف)  (الإنجليزية)
- فيليب ماهو على موقع قاعدة بيانات كرة القدم.إي يو (الإنجليزية)
- فيليب ماهو على موقع ناشيونال فوتبول تيمز (الإنجليزية)
- فيليب ماهو على موقع Soccerway.com (الإنجليزية)
- فيليب ماهو على موقع عالم كرة القدم.نت (الإنجليزية)